# Gercino de Pontes
Gercino de Pontes (Caruaru, 15 de dezembro de 1894 — 31 de março de 1967) foi um político brasileiro. Exerceu o mandato de deputado federal constituinte pelo Pernambuco em 1946.